# دونالد ویستون
دونالد ویستون (انگلیسی: Donald Whiston; ۱۹ ژوئن ۱۹۲۷ – ۱۱ ژوئیهٔ ۲۰۲۰) بازیکن هاکی روی یخ اهل ایالات متحده آمریکا بود.